# Cenchrus pennisetiformis
Cenchrus pennisetiformis är en gräsart som beskrevs av Ernst Gottlieb von Steudel. Cenchrus pennisetiformis ingår i släktet tagghirser, och familjen gräs. Inga underarter finns listade i Catalogue of Life.